# Ткешелашвили, Эка
Екатерина Ткешелашвили, Эка Ткешелашвили (груз. ეკატერინე ტყეშელაშვილი; род. 23 мая 1977, Тбилиси) — грузинский юрист и политический деятель, министр юстиции в 2007—2008 г., министр иностранных дел Грузии в 2008 году, с 2010 года министр по делам реинтеграции и вице-премьер. Выразила официальную позицию Грузии по вопросу о прошедшей на её территории войне 2008 года.

## Биография
В 1999 году окончила факультет Международного права и международных отношений Тбилисского государственного университета. Работала в Комитете Международного красного креста (юрист), Международном трибунале по бывшей Югославии (практикант).
В 2004—2005 годах — заместитель министра юстиции Грузии, в 2005—2006 годах — заместитель министра внутренних дел Грузии, с мая 2006 по август 2007 года — председатель Апелляционного суда Тбилиси, с 30 августа 2007 года — министр юстиции Грузии, с 31 января 2008 года — Генеральный прокурор Грузии, с 5 мая 2008 года — министр иностранных дел Грузии. 5 декабря 2008 года отправлена в отставку премьер-министром Грузии Григолом Мгалоблишвили.
Владеет русским, английским и французским языками.

## Оценки личности
После назначения Е. Ткешелашвили на пост министра иностранных дел Грузии президент страны Михаил Саакашвили охарактеризовал нового члена грузинского правительства как «принципиального и патриотичного человека». В свою очередь, глава кабинета министров Грузии Владимир Гургенидзе отозвался о Е. Ткешелашвили как о «мобилизованной и боевой, умеющей работать эффективно».
С другой стороны, назначение Е. Ткешелашвили на пост главы Министерства иностранных дел подверглось жёсткой критике со стороны правой грузинской оппозиции. Один из руководителей Республиканской партии Леван Бердзенишвили заявил, что «Екатерина Ткешелашвили не только не является дипломатом, она просто не умеет нормально и культурно разговаривать». Активист партии «Новые правые» Манана Начкебиа также неодобрительно отозвалась о решении поставить во главе грузинского внешнеполитического ведомства Е. Ткешелашвили: «Решение назначить бывшего Генпрокурора на должность главы МИД на фоне столь сложных отношений с Россией, мягко говоря, лишено логики».

## Личная жизнь и увлечения
Замужем, двое детей.
В интервью одному из грузинских телеканалов Е. Ткешелашвили призналась, что очень любит оружие, в особенности пистолеты.